# Радиолюбител
Радиолюбителят  е физическо лице, което притежава разрешение за правоспособност на радиолюбител за осъществяване на радиолюбителска дейност, или притежава хармонизирано радиолюбителско свидетелство (HAREC), където без материален интерес и за собствени нужди осъществява електронни съобщения чрез радиосъоръжения от любителска радиослужба.
Българските радиолюбители в зависимост от тяхната теоретична и практическа подготовка се класифицират в 2 радиолюбителски класа:
- клас 1 – еквивалентен на СЕРТ лиценз;
- клас 2 – национален клас.

Лицата, упражняващи само радиолюбителска слушателска дейност, са радиолюбители-слушатели.
Друго международно известно наименование за радиолюбител е „хам“ (на английски: ham). Названието произлиза от отрицателното обръщение към любителските станции, използвано в миналото от търговски или професионални радисти. Впоследствие думата се утвърждава и започва да се използва от всички радиолюбители по света, без отрицателни конотации.

## Регламент
Радиолюбителската дейност в България се регламентира от Техническите изисквания за осъществяване на електронни съобщения чрез радиосъоръжения от любителската радиослужба и се контролира от Комисията за регулиране на съобщенията. Заедно с лиценза, всеки радиолюбител получава индивидуален и уникален повиквателен знак (позивна, инициал), чрез който той се представя по време на радиовръзка. Повиквателните знаци за радиолюбителите в България са LZ. В България има около 6200 радиолюбители, което е около 0,085% от населението на страната.
Първият български радиолюбител е Иван Джаков. На 24 април 1938 г. той излъчва от София, в телеграфен режим, на честота 7 МХц първото българско радиолюбителско съобщение – „CQ de LZ1ID“. Първата клубна любителска радиостанция в България започва работа на 25 декември 1949 г. с инициал LZ1AA от София, като клубна радиостанция на НССТ.
Радиолюбителите в България са организирани в Българската федерация на радиолюбителите (на английски: Bulgarian Federation of Radio Amateurs, съкратено „BFRA“). Тя е официалната организация, която представлява България в Международния радиолюбителски съюз (IARU).
Гражданската радиовръзка е частен вид радиолюбителска дейност, за която не се изисква официален лиценз. Ограниченията са свързани с честота, като освен 27 Mhz което е стария международен свободен канал сега се ползват и CB radio на 433 Mhz и 446 Mhz и мощност на предавателя като често срещано е сред малобройните стари радиолюбители е да ползват мощни крайни стъпала/усилватели от порядъка на 1 kW което отоговаря на стария стандарт разрешена мощност за клубна станция както и добре съгласувани и настроени антени като двоен квадрат което позволява много далечна чуваемост. Популярните обхвати/честоти на КВ (къси вълни) са 80метра (3.5 – 4.0 MHz) 40 метра (7.0 – 7.3 MHz), 10 метра(28 – 29.7 MHz) на УКВ 144 Mhz (2 метра). Проникваемостта на радиовълните е свързана с йоносферата и се влияе от слънчевия шум през цикъла денем /нощем и лято/зима на КВ (къси вълни) като с повишаване на честотата към УКВ става право насочена до хоризонта. На дълги вълни и средни вълни ((LW, MW – 300 Khz – 3 Mhz) вълната дифрактира зад препятствия / хоризонта но размерите на антените и мощностите нарастват пропорционално.

## Разпространение
| Държава               | Брой радиолюбители | % от населението | Година, за която се отнасят данните | Източник |
| --------------------- | ------------------ | ---------------- | ----------------------------------- | -------- |
| Япония                | 1 296 059          | 1.012            | 1999                                | [ 5 ]    |
| САЩ                   | 738,497            | 0.239            | 2012                                | [ 6 ]    |
| Тайланд               | 176,278            | 0.275            | 2006                                | [ 5 ]    |
| Южна Корея            | 141,000            | 0.288            | 2000                                | [ 5 ]    |
| Германия              | 75,262             | 0.092            | 2007                                | [ 7 ]    |
| Канада                | 69,183             | 0.201            | 2011                                | [ 6 ]    |
| Китай                 | 68,692             | 0.296            | 1999                                | [ 5 ]    |
| Испания               | 58,700             | 0.127            | 1999                                | [ 5 ]    |
| Великобритания        | 58,426             | 0.094            | 2000                                | [ 5 ]    |
| Русия                 | 38,000             | 0.026            | 1993                                | [ 5 ]    |
| Бразилия              | 32,053             | 0.016            | 1997                                | [ 5 ]    |
| Италия                | 30,000             | 0.049            | 1993                                | [ 5 ]    |
| Индонезия             | 27,815             | 0.011            | 1997                                | [ 5 ]    |
| Франция               | 18,500             | 0.028            | 1997                                | [ 5 ]    |
| Украйна               | 17,265             | 0.037            | 2000                                | [ 5 ]    |
| Аржентина             | 16,889             | 0.042            | 1999                                | [ 5 ]    |
| Полша                 | 16,000             | 0.041            | 2000                                | [ 5 ]    |
| Австралия             | 15,328             | 0.067            | 2000                                | [ 5 ]    |
| Индия                 | 15,679             | 0.001            | 2000                                | [ 5 ]    |
| Словения              | 6,500              | 0.317            | 2000                                | [ 5 ]    |
| България              | 7,000              | 0,1026           | 2023                                | [ 2 ]    |
| Република Южна Африка | 6,000              | 0.012            | 1994                                | [ 5 ]    |
| Норвегия              | 5,302              | 0.106            | 2000                                | [ 5 ]    |

Някои правителства поддържат статистически данни (брой, възраст, пол и др.) за лицензираните радиолюбители в страната. Мнозинството от радиолюбители в света се намира в Япония, САЩ, Тайланд, Южна Корея, Русия и европейските страни, Германия, Испания, Франция. Само правителствата на Йемен и Северна Корея към момента (2012 г.) забраняват на гражданите си да стават радиолюбители. Понякога придобиването на радиолюбителски лиценз е сложен процес, свързан с много бюрократични дейности и такси, което го прави недостъпно за много хора. В повечето страни е позволено на чужди граждани да придобиват лиценз, но много малко радиолюбители са лицензирани в няколко страни.

### Пол
Радиолюбителите по света са главно мъже. Например в САЩ около 15 % от радиолюбителите са жени, в Китай – 12 %. Съществува международна организация на жените радиолюбители – Young Ladies Radio League (YLRL).
Към радиолюбител от мъжки пол може да се обръща с ОМ, което е абревиатура за old man, независимо от възрастта на оператора. Към радиолюбител от женски пол може да се обръща с YL, което е абревиатура за young lady, независимо от възрастта на оператора. Въпреки че тези кодове произтичат от абревиатури от английски език, те се използват от радиолюбителите в целия свят. Английският език се използва най-често при осъществяване на международни радиолюбителски връзки.

### Възраст
В повечето страни няма ограничение за минималната възраст, на която може да се придобие радиолюбителски лиценз. Средната възраст на радиолюбителите в света е доста висока (50 – 60 години). В тази връзка в някои страни се създават образователни програми и организации, които да популяризират радиолюбителското хоби сред младите поколения.

## Галерия
- Оператор, работещ на компютърно генериран телеграф
- Радиолюбител
- Антена тип Яги